# Minnesota Kicks
I Minnesota Kicks furono un club calcistico statunitense di Minneapolis (Minnesota), che militò nella North American Soccer League dal 1976 al 1981. 

## Storia

### Denver Dynamos
La franchigia trae origine dai Denver Dynamos che si iscrisse al campionato NASL del 1974 e disputò due campionati. Né in quello d'esordio né in quello successivo (1975) arrivarono risultati, in quanto la squadra non si qualificò per i play-off. Al termine della seconda stagione, anche a causa della scarsa affluenza (4.200 spettatori la media complessiva delle due stagioni) fu deciso quindi il trasferimento del marchio.

### Minnesota Kicks
La nuova squadra, ricostituita a Minneapolis come Minnesota Kicks, non deluse le aspettative e arrivò alla finale nazionale, il Soccer Bowl 1976, dopo aver primeggiato nella divisione e nella conference di assegnazione: nella finale di Seattle la squadra fu battuta dalla compagine di Toronto.
Negli anni successivi, pur non vincendo mai il titolo nazionale, i Kicks giunsero sempre ai play-off, anche nelle due edizioni del campionato indoor a cui presero parte.
I Kicks sono tuttora ricordati per la fila agli ingressi del Metropolitan di Bloomington, lo stadio nei sobborghi di Minneapolis che ne ospitava le gare interne: la squadra divenne un fenomeno sociale negli anni settanta, per la capacità di richiamare pubblico (arrivò fino a quasi 31.000 spettatori di media stagionale, risultato secondo solo a quello dei ben più attrezzati New York Cosmos): gli spettatori avevano l'abitudine di arrivare in grande anticipo allo stadio e di socializzare bevendo in compagnia.
Nel 1981, come moltissime delle squadre della NASL, i Kicks chiusero i battenti a causa dei problemi economici della Lega.

## Allenatori
- Freddie Goodwin (1976-1978)
- Roy McCrohan (1979)
- Freddie Goodwin (1980-1981)
- Geoff Barnett (1981)[1]

## Palmarès

### Altri piazzamenti
- Campionato NASL:

Secondo posto: 1976